# Christopher Simpson (auteur)
Pour l’article homonyme, voir Christopher Simpson.
Christopher Simpson est un journaliste et auteur américain en sciences de l'information et de la communication, spécialiste des liens entre sciences sociales et politique.

## Biographie
Christopher Simpson fait une première carrière dans le journalisme d'investigation. Il participe également, comme conseiller scientifique, au film de Marcel Ophüls, Hôtel Terminus.
Sur le plan académique, après un séjour à l'Institut des études politiques de Washington comme chercheur invité, il entre en 1992 à l'université américaine de Washington, dans son École de communication. Il y fait toute sa carrière, et se retire en 2019.
Christopher Simpson est membre du conseil consultatif scientifique de plusieurs commissions fédérales américaines sur les spoliations nazies et l'application de la loi sur la divulgation des crimes de guerre nazis.
En 1997, Christopher Simpson se heurte violemment à Elisabeth Noelle-Neumann après avoir révélé ses liens passés avec la machine de propagande nazie. Cela lui vaut une campagne de dénigrement, qui manque de lui coûter son poste,,.
Il dirige une collection sur les droits de l'homme chez Holmes & Meier.
Son œuvre s'est attiré six prix, en histoire, en littérature, et pour la qualité de l'investigation.

## Sources
1. 1 2  Notice biographique sur le rabat intérieur de Blowback: America's Recruitment of Nazis and Its Effects on the Cold War, 1987
2. ↑  (en) « 2019 University Faculty Award Recipients and Years of Service Honorees », sur American University (consulté le 15 novembre 2020)
3. ↑  (en) « Science of Coercion », sur onesearch.library.rice.edu (consulté le 15 novembre 2020)
4. ↑  (en-US) William H. Honan, « U.S. Professor's Criticism of German Scholar's Work Stirs Controversy (Published 1997) », The New York Times,‎ 27 août 1997 (ISSN 0362-4331, lire en ligne, consulté le 15 novembre 2020)
5. ↑  (en-US) « German Pollster Still on Pedestal Despite Past », sur Los Angeles Times, 29 septembre 1997 (consulté le 15 novembre 2020)
6. ↑  (en-US) Eddie Dean, « The Berlin Walls of Academia », sur Washington City Paper, 3 octobre 1997 (consulté le 15 novembre 2020)
7. ↑  « Science and Human Rights », sur holmesandmeier.com (consulté le 15 novembre 2020)
8. ↑  « Christopher Simpson », sur www.librarything.fr (consulté le 15 novembre 2020)
9. ↑  (en) Christopher Simpson, « Christopher Simpson », sur aishcom (consulté le 15 novembre 2020)